# Уитмор, Тамика
Тамика Уитмор (англ. Tamika Whitmore; родилась 5 июня 1977 года в Тьюпело, Миссисипи, США) — американская профессиональная баскетболистка, которая выступала в женской национальной баскетбольной ассоциации. Была выбрана на драфте ВНБА 1999 года в третьем раунде под общим тридцатым номером клубом «Нью-Йорк Либерти». Играла на позиции тяжёлого форварда.

## Ранние годы
Тамика Уитмор родилась 5 июня 1977 года в городе Тьюпело (Миссисипи), а училась там же в одноимённой средней школе, в которой выступала за местную баскетбольную команду.